# Кузмановски, Филип
Филип Кузмановски (макед. Филип Кузмановски; род. 3 июля 1996, Битола)  — македонский гандболист, выступающий за немецкий клуб «Ганновер-Бургдорф».

## Карьера

#### Клубная
Филип Кузмановски начинал профессиональную карьеру в ГК Пелистер. В 2015 году Филип Кузмановски перешёл в ГК Металург Скопье.

#### в сборной
Филип Кузмановски выступает за сборную Македонии. Кузмановски провёл в сборной Македонии 5 матчей и забросил 7 голов.